# Ziziphus poilanei
Ziziphus poilanei är en brakvedsväxtart som beskrevs av Tardieu. Ziziphus poilanei ingår i släktet Ziziphus och familjen brakvedsväxter. Inga underarter finns listade i Catalogue of Life.